# Геотуристичний путівник по шляху "Гео-Карпати"
Геотуристичний путівник по шляху «Гео-Карпати» — двомовне польсько-українське довідково-інформаційне видання, розраховане на туристів і гірських провідників по міжнародному геотуристичному шляху «Гео-Карпати». Видання підготовлене в рамках міжнародного проекту «Створення польсько-українського туристичного шляху Гео-Карпати» заключеного між Вищою професійною школою імені Станіслава Пігоня в Кросно і Львівським національним університетом імені Івана Франка. Путівник включає загальний опис геології Карпат для нефахівців, детальний опис 28 геосайтів на шляху «Гео-Карпати» і список об'єктів туристичної інфраструктури.

## Геосайти
1. Скелі замку Камянець в Оджиконі
2. Скелі заповідника Пшондкі
3. Бубрка — музей нафтової та газової промисловості імені Ігнація Лукасєвича
4. Джерело Бєлкотка в Івоніч-Здруї
5. Стіна Ользи — відслонення імені професора Станіслава Джулинського
6. Кросненські верстви в Саноку
7. Лєскій камінь, Башта Кміта
8. Скельна стіна над Саном у Мичковцях
9. Нафта в Угерцях Мінеральних
10. Роговики з Верхньої Лєщави
11. Вапнистий фліш у Гувніках
12. Конгломерати з Дубніка в Нових Садах
13. Спаський (Соколів) камінь
14. Кремені над меандром р. Стрий
15. Бориславське нафтове родовище
16. Трускавецькі конгломерати
17. Озеро геологів
18. Урицькі скелі
19. Скелі Довбуша
20. Буківецькі складки
21. Сліди супервулкану
22. Грязьовий вулкан Старуня
23. Дельта зниклої ріки
24. Битківське нафтове родовище
25. Фронтальний насув Карпат в Делятині
26. Флексура над Прутом
27. Яремчанські складки
28. Урочище Женець

Колектив авторів:
- наукові редактори: доцент Ігор Бубняк, професор Анджей Солєцкі
- рецензенти: професор, доктор габілітований Нестор Ощипко, доктор геологічних наук Катерина Деревська
- автори: Ігор Бубняк, Альбертина Бучинська, Яцек Внук, Роман Гнатюк, Вітольд Гродзкі, Юрій Зінько, Марта Мальська, Рафал Райхель, Леонід Скакун, Анджей Солєцкі, Олег Яцожинський.

Публікація безкоштовна.